# ゴマダラオトシブミ
ゴマダラオトシブミ Paroplapoderus pardalis はゾウムシ上科の昆虫の1つ。いわゆるオトシブミ類で、幼虫のために葉を巻いて揺籃を作る。黄色い体に黒い斑紋がある。

## 特徴
体長は口吻を除いて6.5-8mm程度。全体に黄褐色で、頭部や前胸背、小楯板、前翅、そのほか腹部や歩脚に多数の黒い斑紋がある。ただしこの斑紋は個体差で大小があり、小さい場合にはほぼ全体が黄色に見え、大きい場合は互いにつながっていたり時にはほぼ全体に真っ黒な個体が出現する。このような体色の変異は幼虫時代の湿度によるとされている。頭部は複眼の後方が半円形となっており、頭部の前方上側に1つの縦溝がある。複眼は黒い。触角は短くて先端の球桿部は黒い。前胸背は長さが幅より小さく、全体に縮んだような粗大な点刻があり、中央に1つの縦溝がある。前翅は左右それぞれに4条の縦向き隆起線があり、それらの間には粗大な点刻の列がある。
なお、雌の前翅の前の縁の横側、肩の部分には斜め内側に突き出した小さな突起があり、雄には第1脚の勁節前端に鉤状になった小さな突起がある。これは交尾の際に役立つ構造で、雌の背後に乗った雄が第1脚の鉤状突起を雌の前翅前端の突起に引っかけることで体を固定することが出来るという。

## 習性など
食草とするのはクリ、クヌギ、アベマキ、コナラ、ミズナラ、ブナ、ヤシャブシ、ヤマハンノキ、ミヤマハンノキ、サワシバなどである。
本種もオトシブミ類の通例として幼虫のために揺籃を作る。本種の場合、クヌギのような大きな葉の途中の側面から真横一直線に切り込んでいき、主軸に当たるとそこで直角に曲がり、歯の根元側に向けて主軸のすぐ手前を少し切り上げ、そこで切り込みをやめる。そのために切り口はＬの字になる。その後、切り込みを止めた位置の主軸にかみ傷を入れ、それより先を先端から巻いてゆく。出来上がった揺籃は、そのために葉の半分の幅で元の葉と連絡しており、簡単にはしおれないし落ちない。

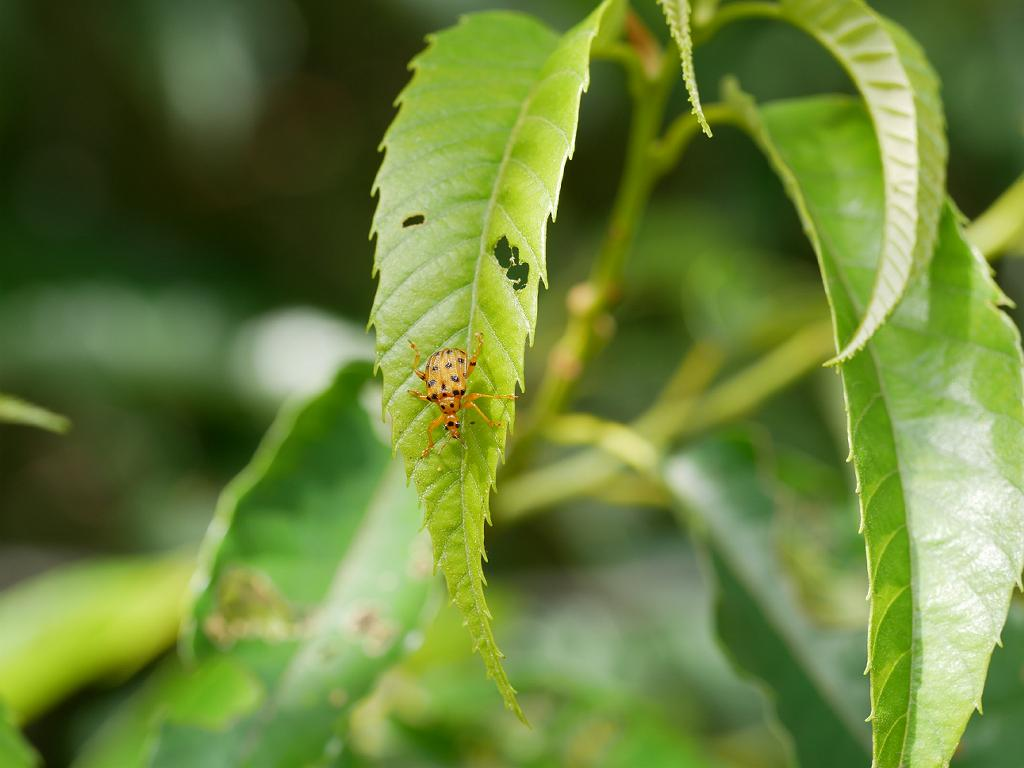
クリの葉に止まっている様子
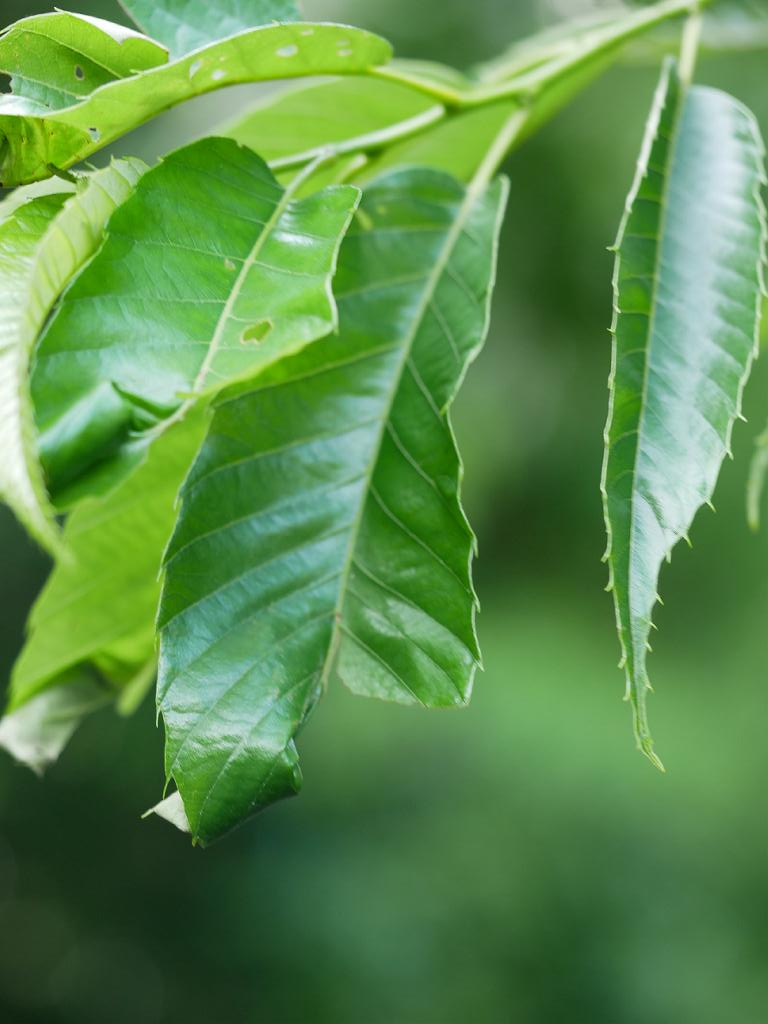
本種のものと思われる揺籃
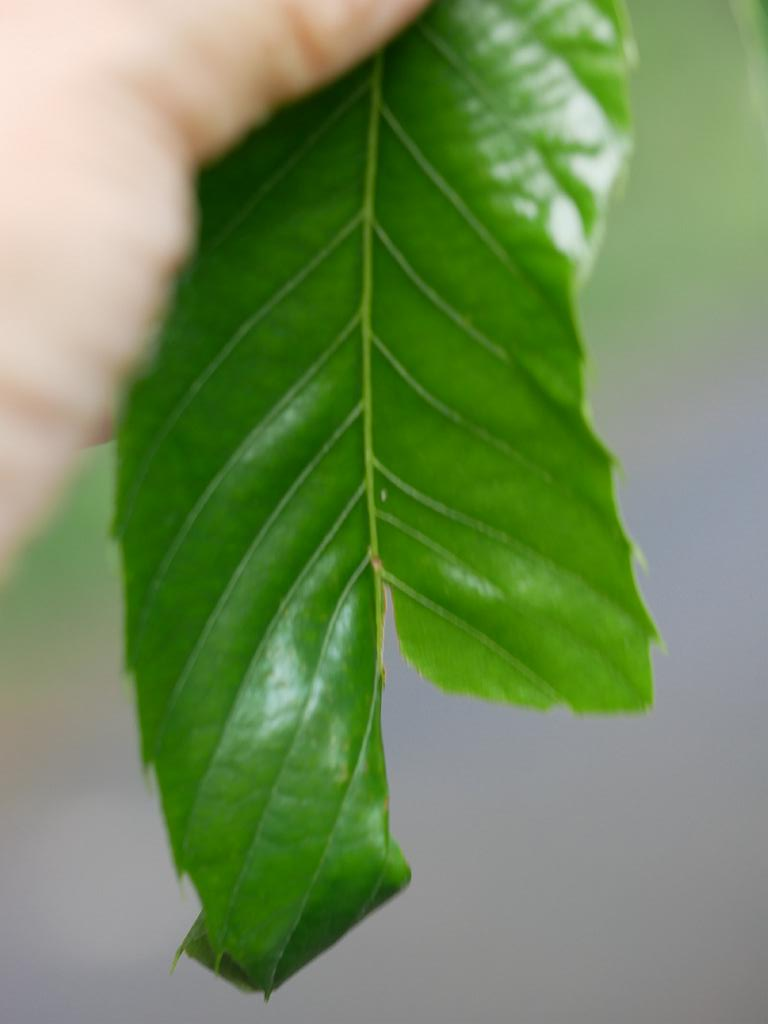
同上・表側
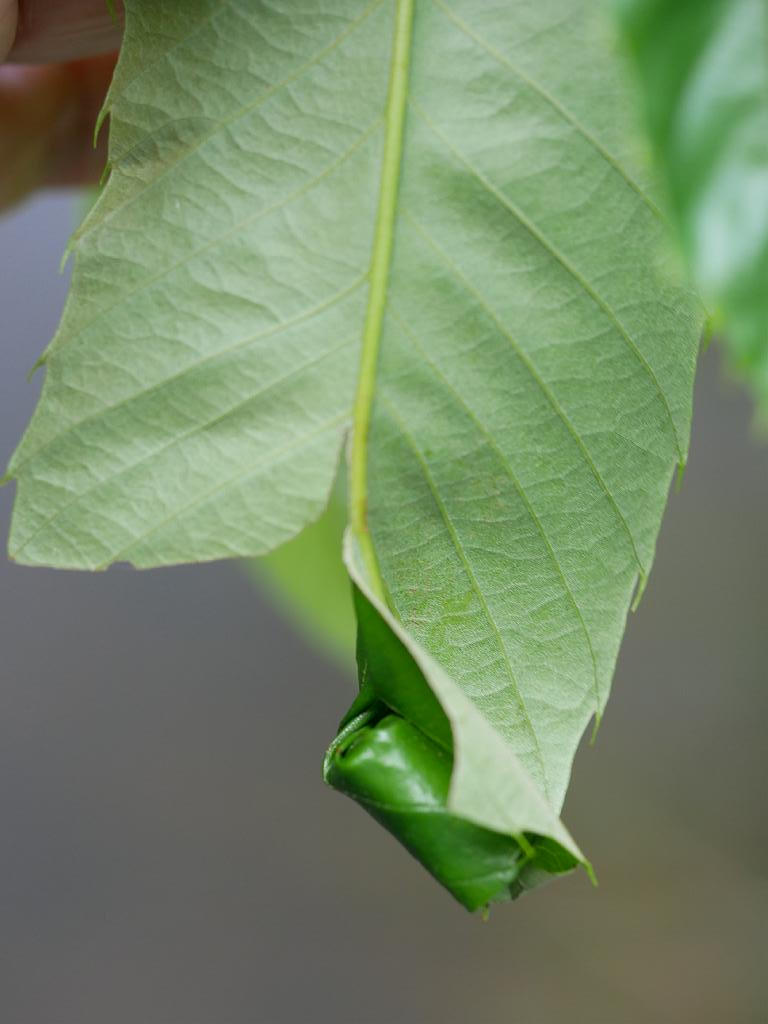
同上・裏側

## 分布
北海道から九州にまで見られる。
クリ林などでは普通に見られる。

## 類似種など
黄色い体に刻斑がある点で、他の種とははっきり見分けられる。ただし背面がほぼ黒くなる個体も見られる。同属のヒメゴマダラオトシブミ P. vanvolxemi は稀に本種のように黄褐色地に黒斑を持つ個体がでるが、普通はもっと全体に色が濃い。またこの種は体長が6-7mmとやや小さく、それに前翅背面に大きな瘤状突起があることで区別出来る。

## 利害
食草にクリを選ぶことからクリの害虫と言えなくはないが、防除を必要とするような被害を与えるものではない。